# Lemsterland
Lemsterland est une ancienne commune néerlandaise de la Frise. Son chef-lieu était la ville de Lemmer.

## Géographie
Elle était située dans le sud de la Frise et limitrophe des provinces de Flevoland et d'Overijssel. Le lac de Tsjûkemar était partiellement situé sur le territoire de la commune.

## Liste des villages
- Bantega
- Delfstrahuizen
- Echten
- Echtenerbrug
- Eesterga
- Follega
- Lemmer
- Oosterzee
- Oosterzee-Buren

## Histoire
Le 1er janvier 2014, la commune disparaît et fusionne avec Gaasterlân-Sleat et Skarsterlân au sein de la nouvelle commune de De Fryske Marren.